# ديفيد أ. فابر
ديفيد أ. فابر (بالإنجليزية: David A. Faber) هو قاضي ومحامي أمريكي، ولد في 21 أكتوبر 1942 في تشارلستون في الولايات المتحدة.